# Sector defectuoso
Un sector defectuoso (en inglés: bad sector) en informática es un sector de una unidad de disco que sufre daños permanentes. Al dañarse, se pierde toda la información almacenada en ese sector. Cuando se encuentra y se marca un sector defectuoso, los sistemas operativos como Windows o Linux lo omitirán en las futuras lecturas.

## Detalles
Un sector defectuoso es el resultado de un daño mecánico, causado normalmente por un golpe en el cabezal, defectos de fabricación, desgaste, golpes físicos, cortes repentinos de energía o intrusiones de polvo. Los sectores defectuosos son una amenaza para la seguridad de la información en el sentido de la persistencia de datos. Muy a menudo, los daños físicos pueden interferir en partes de muchos archivos diferentes.

### Sistema operativo
Los sectores defectuosos pueden ser detectados por el sistema operativo o por el controlador de disco. La mayoría de los sistemas de archivos contienen disposiciones para que los sectores se marquen como defectuosos o dañados, de modo que el sistema operativo los evite en el futuro. Las utilidades de diagnóstico de disco, como CHKDSK (en Microsoft Windows), Disk Utility (en macOS), o badblocks (en Linux) pueden buscar activamente sectores defectuosos a petición del usuario.

### Controlador de disco
Cuando el firmware de un controlador de disco detecta que un sector es defectuoso o dañado, el controlador de disco reasigna el sector lógico a un sector físico diferente. Normalmente, la reasignación automática de sectores sólo se produce cuando se escribe en un sector. En el funcionamiento normal de un disco duro, la detección y reasignación de sectores defectuosos debe realizarse de forma transparente para el resto del sistema y de forma anticipada, antes de que se pierdan datos. Existen dos tipos de reasignación por parte del hardware del disco: P-LIST (reasignación durante las pruebas de producción en fábrica) y G-LIST (reasignación durante el uso del consumidor por el microcódigo del disco). Las utilidades pueden leer la información de la tecnología S.M.A.R.T. para saber cuántos sectores se han reasignado y cuántos sectores libres aún están disponibles en la unidad. Dado que las lecturas y escrituras de los sectores de la lista G se redirigen (reasignan) automáticamente a los sectores libres, se ralentiza el acceso a la unidad incluso si se desfragmentan los datos de la unidad. Una vez que se llena la lista G, debe sustituirse la unidad de almacenamiento.

### Métodos de manipulación
El programa de Windows ATATool puede utilizarse para crear sectores defectuosos deliberadamente manipulando los datos del código de corrección de errores (ECC) del sector. Esto se puede utilizar para verificar la compatibilidad con sectores defectuosos en utilidades de disco y herramientas forenses.  Por ejemplo, para hacer que el sector 10 sea defectuoso se puede ejecutar:

ATATOOL /BADECC:10 \\.\PhysicalDrive1